# Phoneutria
Phoneutria este un gen de păianjeni extrem de agresivi și veninoși din familia Ctenidae. Păianjenii din acest gen sunt numiți și păianjeni călători brazilieni, păianjeni armată (în portugeză) sau păianjeni banană (a nu se confunda cu speciile relativ inofensive din genul Nephila, de asemenea, numite păianjeni banană).

Păianjenii călători brazilieni sunt înscriși în Guinness World Records 2007, ca fiind cei mai veninoși păianjeni.

## Descriere
Genul Phoneutria conține opt specii descrise științific. Acești păianjeni cresc până la o lungime de 13-15 cm, inclusiv lungimea picioarelor. Lungimea corpului propriu-zis este de 17 - 48 mm. Genul se distinge de alte genuri din familie, cum ar fi Ctenus, prin prezența unor smocuri dense de perișori pe tibia și tarsul pedipalpilor la ambele sexe. Păianjenii Phoneutria sunt uneori confundați cu cei din genul Cupiennius, în care unele specii (Cupiennius chiapanensis, descris recent) au fire roșii pe chelicere. 
 
Aceștia sunt numiți păianjeni călători (uneori rătăcitori), deoarece ei sunt activi și vânează prada rătăcind prin junglă, și nu folosesc pânză, nu prind victima din ambuscadă sau vizuină. Păianjenii călători brazilieni sunt animale nocturne, ziua ei se ascund în interiorul mușuroiului termitelor, sub bușteni, pietre, pe plantațiile de banane sau alte bromeliacee. Specia Phoneutria nigriventer a fost observată să se ascundă în locuri întunecoase și umede din apropierea localităților umane, mai ales în perioada lunilor aprilie – iunie. 
Un alt nume – păianjen banană – provine de al faptul că acești păianjeni se ascund în ciorchine de banane și sunt uneori descoperiți ca pasageri clandestini, fiind transportați împreună cu banane în alte țări și regiuni. Acest păianjen poate fi găsit chiar și în lăzi de banane din magazine. Un astfel de caz s-a întâmplat la Bridgwater (Anglia), când un bărbat a fost mușcat de Phoneutria fera, datorită îngrijire medicale rapide el a supraviețuit, perioada de recuperare durând o săptămână.

Când sunt amenințați ei iua postura de apărare. Își ridic corpul de la pământ și primele două perechi de picioare sunt, de asemeneam, ridicate deasupra corpului.

## Venin

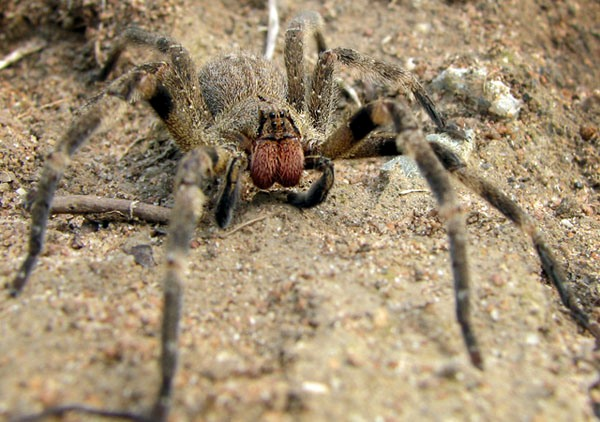
Phoneutria nigriventer, vedere anterioară

### Toxicitate
Phoneutria nigriventer este specia cea mai veninoasă. Veninul conține o puternică neurotoxină, cunoscută sub numele de PhTx3, care acționează ca un blocant al canalelor de calciu cu spectru larg: inhibă eliberarea glutamatului, absorbția de calciu și glutamatului de sinapsele neurale. La concentrații mortale, această neurotoxină cauzează pierderea controlului asupra mușchilor și difilcutăți respiratorii, ducând la paralizie și asfixiere. În plus, veninul provoacă dureri intense și inflamații din cauza efectului excitator asupra receptorilor serotoninei 5-HT4 a nervilor senzoriali. Aceasta stimulează sintetizarea de către nervii senzoriali anumitor neuropeptid, cum ar fi substanța P care transmite durerea în sistemul nervos central.

În afară de faptul că provoacă dureri intense, veninul poate cauza priapismul – erecție patologică de lungă durată. Erecția care rezultă din intoxicarea cu venin este incomodă, poate dura mai multe ore și duce la impotență. O componentă a veninului a fost identificată și sintetizată sub forma unei peptide numită PnTx2-6 este cercetată cu scopul de a o utiliza în tratamentele disfuncției erectile. 

Masa veninului Phoneutria nigriventer necesară pentru a omorî un șoarece de 20 g, este de numai 6 micrograme (intravenos) și 134 micrograme (subcutanat), comparativ cu 110 micrograme și, respectiv, 200 micrograme pentru Latrodectus mactans (Văduva neagră).

### Pericolul pentru om
Phoneutria include puține specii care prezintă o amenințare la adresa oamenilor. Pericolul pentru om nu este legată doar de toxicitatea veninului, ci și de cantitatea lui, caracterul mușcăturii. 

Chelicerele păianjenilor sunt folosite la injectarea venionului în victime, relativ, foarte mici. Acestea nu sunt adaptate pentru a ataca mamifere mari, cum ar fi omul. Ultimele investigații au demonstrat că doar într-o treime din numărul total din mușcături, păianjenul a injectat venin și acesta în cantități mici. Cercetarea în acest domeniu este împiedicată de dificultatea de a identifica speciile.

Din cele opt specii descrise, Phoneutria nigriventer și Phoneutria fera sunt cele mai frecvente menționate în mass-medie. Phoneutria nigriventer este specia responsabilă pentru cele mai multe cazuri de intoxicare cu venin în Brazilia, deoarece este întâlnită în zone foarte populate din sud-estul Braziliei, São Paulo, (stat)Minas Gerais, Rio de Janeiro și Espírito Santo. Specia Phoneutria fera este orginară din Amazonia. 

Pericolul pe care îl prezint păianjenii călători brazilieni este înalt, fiindcă aceștia se pot întâlni și în localitățile umane. În timpul zilei păianjenii se ascund în locurile întunecoase și izolate. Și printre acestea se pot număra haine, automobile, încălțăminte, cutii ș. a., generând astfel situații periculoase. 

În ciuda reputației lor de păianjeni mortali, există studii care pun la îndoială capacitatea lor de a intoxica fatal omul. Un studiu a demonstrat că numai 2,3% din mușcături (în principal la copii) au fost suficient de grave pentru a solicita antidotul. Cu toate acestea, alte studii arătat că toxicitatea de venin Phoneutria fost în mod clar mai virulent decât cel al păianjenilor din genurile Latrodectus și Atrax. Există cazuri atestată de moarte, de exemplu un păianjen a ucis doi copii în São Sebastião. Păianjenul de pricină a fost identificat de Wolfgang Bucheral aparținând genului Phoneutria.

## Răspândire
Speciile din genul dat se găsesc în pădurile din Costa Rica, întraga Americă de Sud. Două specii (Phoneutria reidyi și Phoneutria boliviensis) se găsesc din sudul Americii Centrale, în regiunea Amazonului și habitatul unei singure specie (Phoneutria fera) este limitat la baziunul Amazonului.